# Targ Rybny w Szczecinie
Targ Rybny (do 1945: Fischmarkt, 1949–1950: Rynek Rybacki) – ulica o długości 49 metrów na szczecińskim osiedlu Stare Miasto, w dzielnicy Śródmieście. Przebiega z południowego zachodu na północny wschód, łącząc Rynek Nowy z ulicą Środową. Nawierzchnia jezdni składa się z kostki granitowej. Na całej długości ulicy obowiązuje ruch jednokierunkowy.

## Historia
Pierwotną nazwą dzisiejszego Targu Rybnego był Targ Maślankowy. Pierwsza wzmianka o Targu Maślankowym (hottenmarkede) pochodzi z roku 1427. Zgodnie z księgą miejską z 1496 r. przy targu tym mieszkał w 1500 r. człowiek trudniący się wytwarzaniem maślanki (hottenmaker), a sam targ był miejscem handlu tym produktem. Po 1540 r. ulicę przemianowano na Targ Warzywny (cruthmarkede, Krutmarkt), natomiast od połowy XVIII w. obowiązywała nazwa Targ Rybny (Fischmarkt). W czasie bombardowań Szczecina w latach 40. XX wieku zabudowa Targu Rybnego została zniszczona. Po wojnie ruiny kamienic rozebrano, a Targ Rybny przemianowano na Rynek Rybacki. W 1970 r. po wschodniej stronie ulicy wzniesiono Hotel Arkona. W 1999 r. powróciła historyczna nazwa Targ Rybny, a w latach 00. XX wieku po wschodniej stronie ulicy wzniesiono nowe kamienice na fundamentach przedwojennych budynków. W kwietniu 2019 r. na miejscu wyburzonego ponad 10 lat wcześniej Hotelu Arkona rozpoczęto wznoszenie hotelu ibis Styles, prace budowlane zakończono w listopadzie 2021 r. W ramach inwestycji wykonano także remont całej ulicy.

## Kalendarium zmian nazwy ulicy
| Czas obowiązywania   | Nazwa         |
| -------------------- | ------------- |
| 1427                 | hottenmarkede |
| 1540                 | cruthmarkede  |
| 1559                 | Krutmarkt     |
| połowa XVIII w.–1945 | Fischmarkt    |
| 1945–1950            | Rynek Rybacki |
| od 1999 r.           | Targ Rybny    |

## Galeria

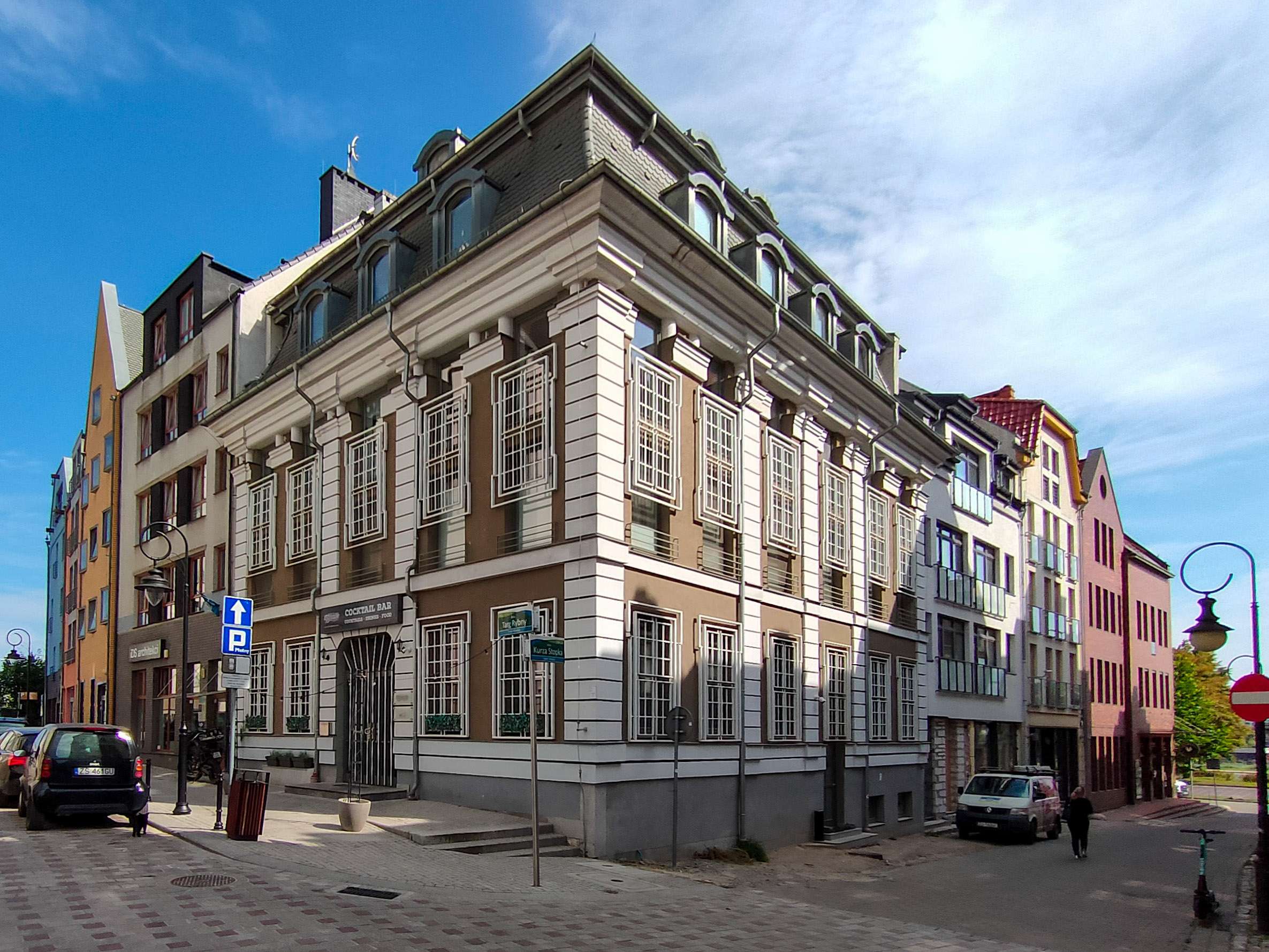
Narożnik Targu Rybnego i ul. Kurza Stopka
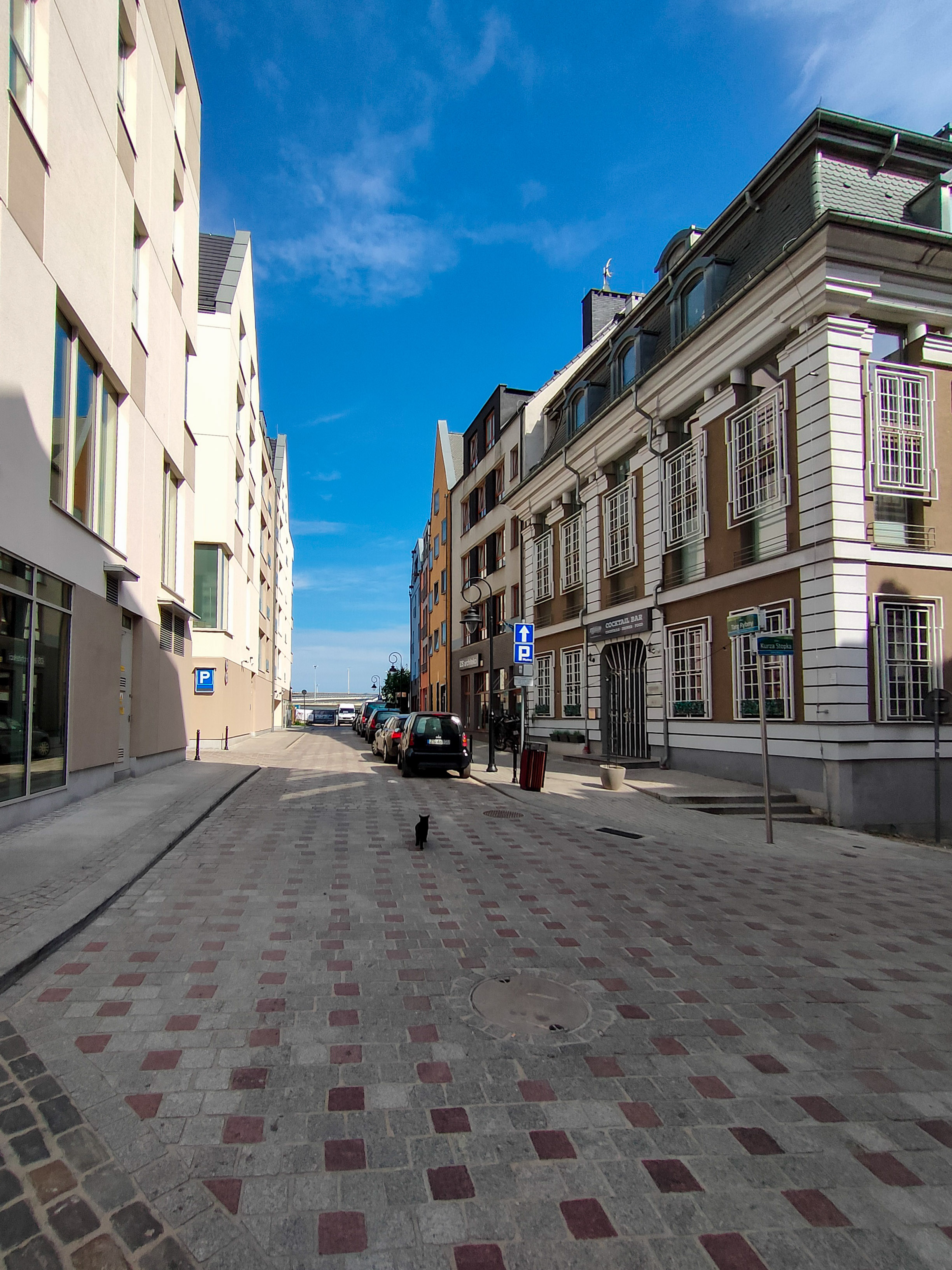
Widok z Rynku Nowego
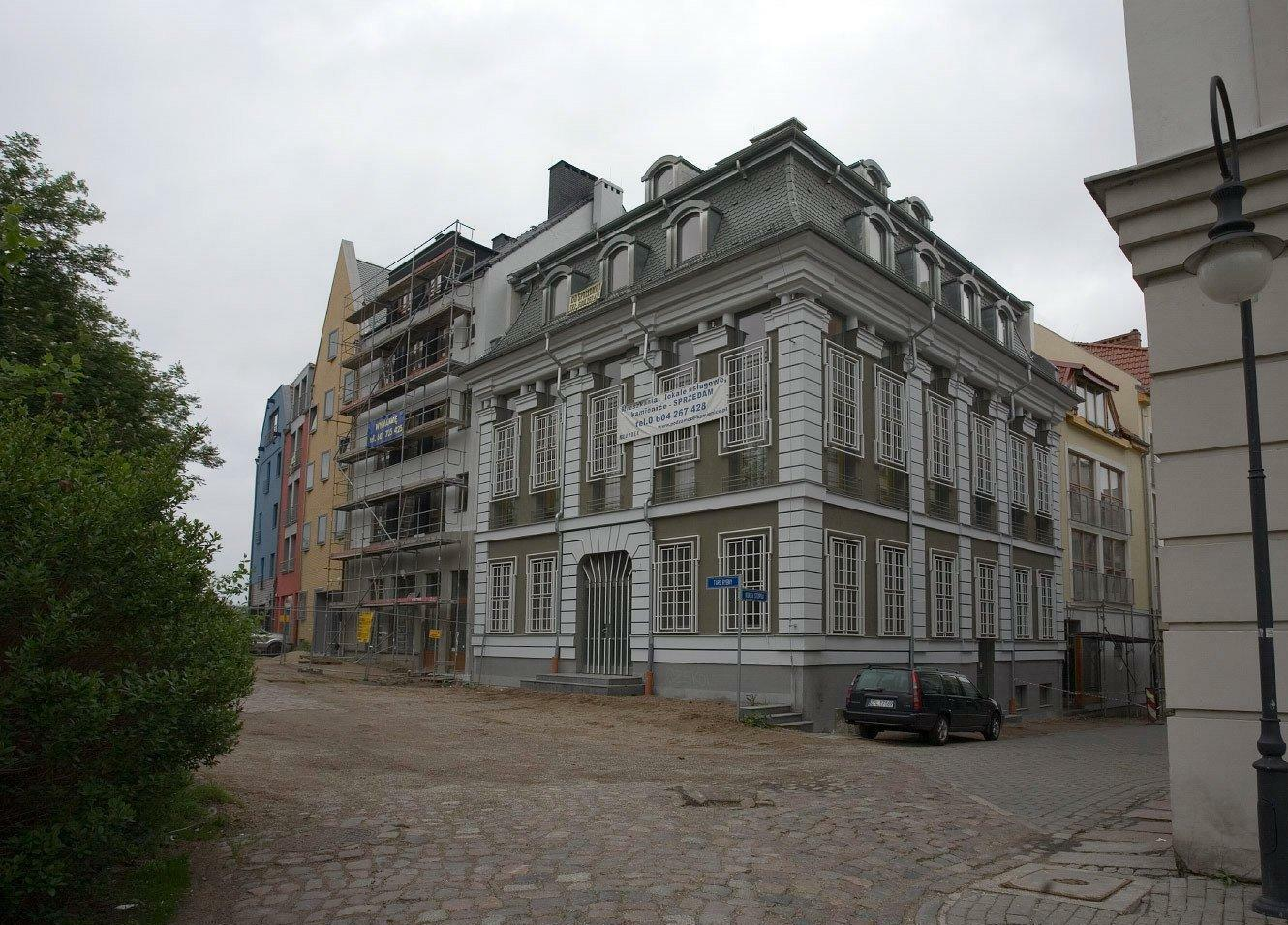
Targ Rybny przed budową hotelu ibis Styles
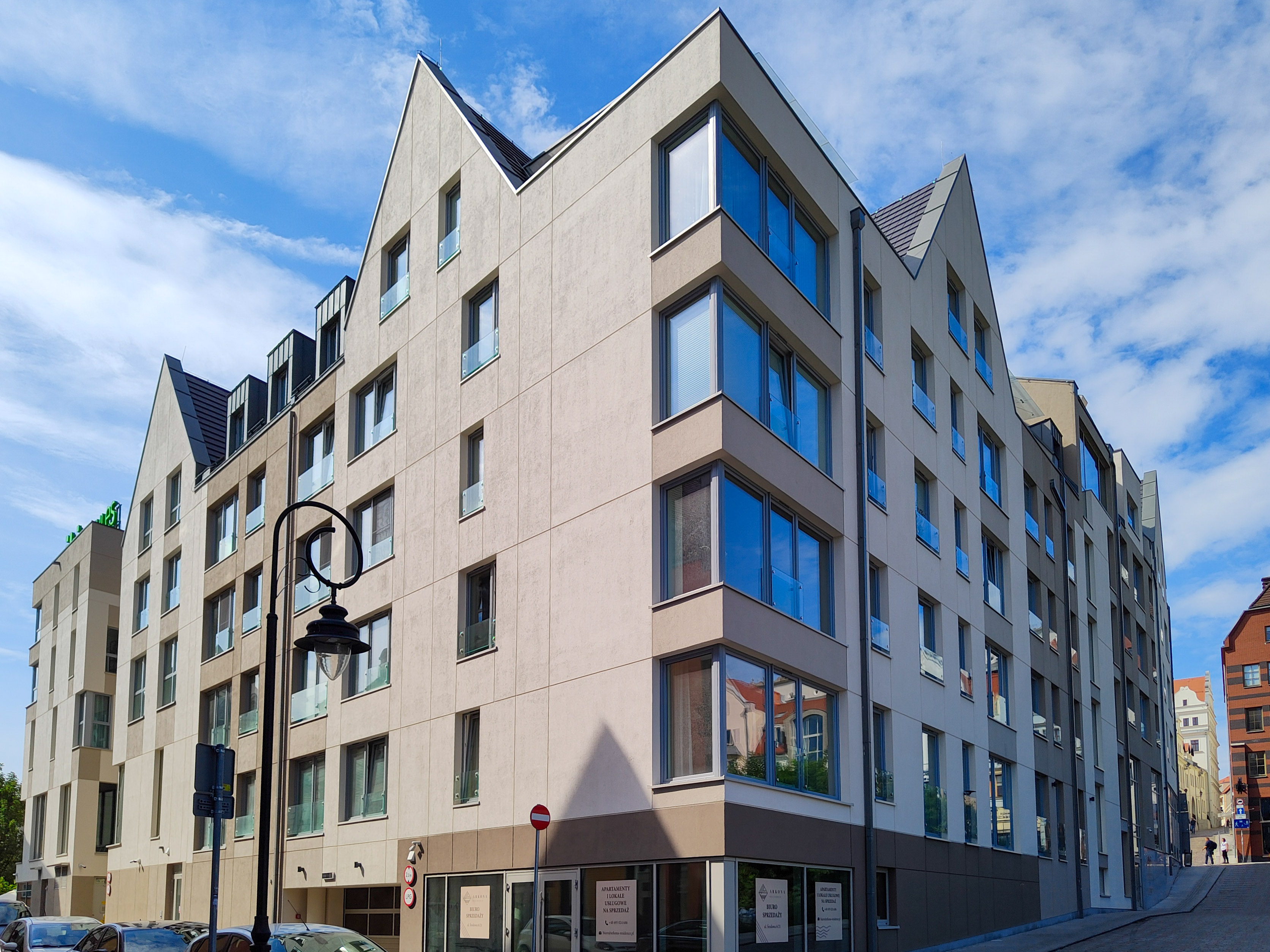
Narożnik z ulicą Środową